# Fields-Medaille

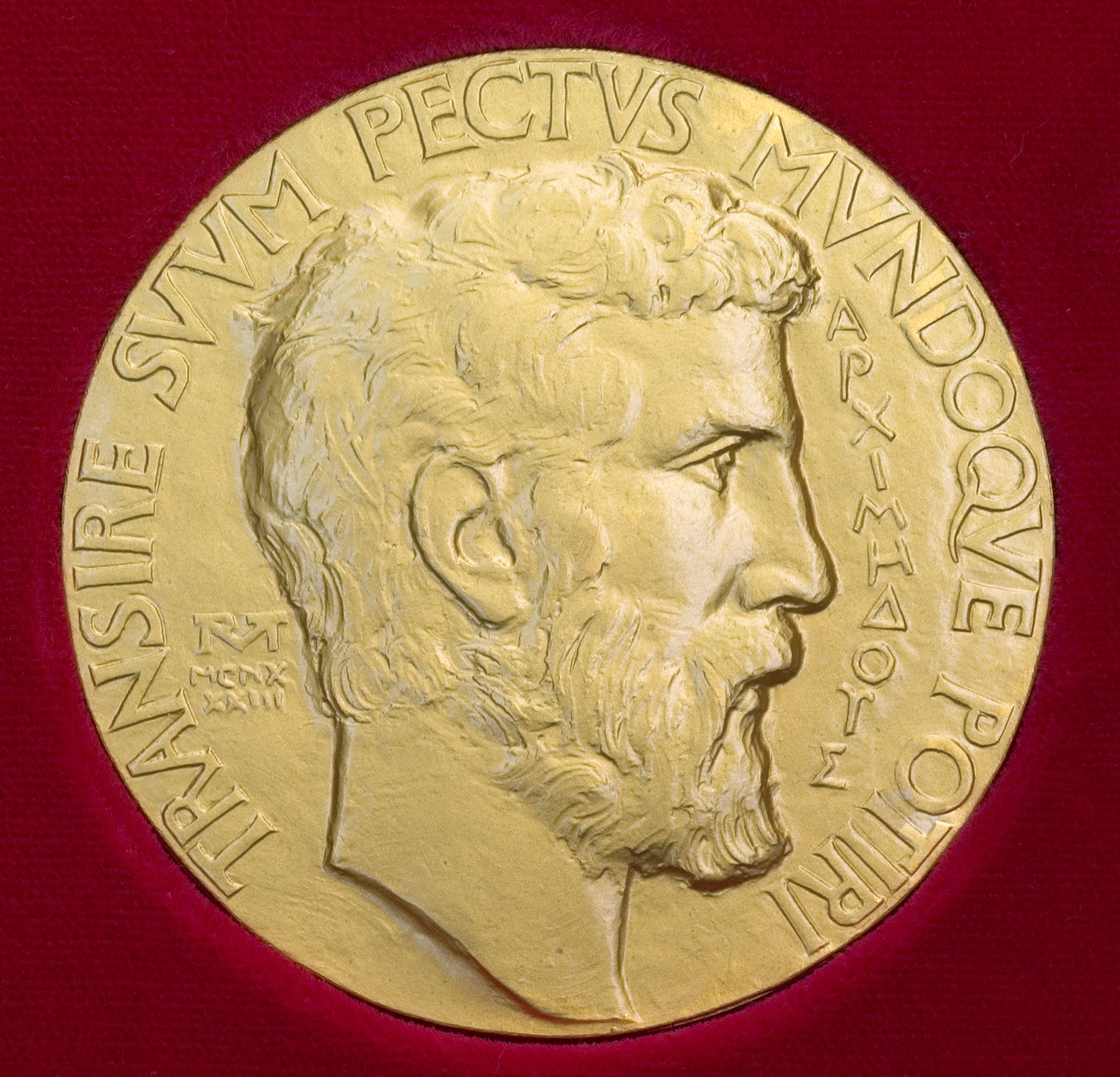
Die Vorderseite der Fields-Medaille

Die Fields-Medaille, offizieller Name International Medal for Outstanding Discoveries in Mathematics (deutsch: „Internationale Medaille für herausragende Entdeckungen in der Mathematik“), ist eine der höchsten Auszeichnungen, die ein Mathematiker erhalten kann. Sie ist nach ihrem Stifter benannt, dem kanadischen Mathematiker John Charles Fields (1864–1932), und wurde das erste Mal 1936 vergeben. Seit 1950 wird sie alle vier Jahre von der Internationalen Mathematischen Union (IMU) anlässlich des Internationalen Mathematikerkongresses (ICM) an zwei bis vier Mathematiker verliehen, die jünger als 40 Jahre sind und sich in besonderer Weise auf dem Gebiet der mathematischen Forschung hervorgetan haben (so formell definiert seit 1966). Mit der Verleihung ist ein Preisgeld von 15.000 kanadischen Dollar verbunden. Beim ICM werden gleichzeitig drei weitere Preise verliehen: der Carl-Friedrich-Gauß-Preis für Beiträge zur angewandten Mathematik, die IMU-Abakus-Medaille für Beiträge zur theoretischen Informatik und die Chern-Medaille für herausragendes Lebenswerk auf höchstem Niveau.

## Grundsätze der Verleihung

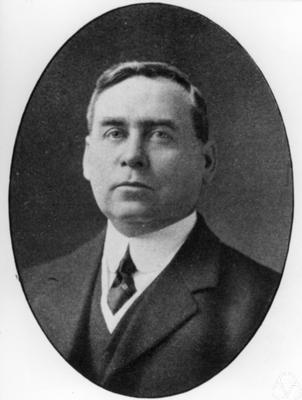
John Charles Fields, der Namensgeber der Medaille

Das vom Exekutivkomitee der IMU bestimmte Auswahlkomitee, dessen Mitglieder mit Ausnahme des Vorsitzenden bis zur Preisverleihung geheim bleiben, hat die Aufgabe, mindestens zwei, vorzugsweise aber vier Empfänger auszuwählen, die eine Vielfalt von Gebieten in der Mathematik repräsentieren. Der Begründer des Preises John Charles Fields betrachtete als Grundprinzipien für die Auszeichnung die Lösung eines schwierigen Problems und die Formulierung einer neuen Theorie, die die Anwendungsbereiche der Mathematik erweitert.
Die Empfänger der Medaille müssen zu Beginn des Jahres, in dem sie ausgezeichnet werden, jünger als 40 Jahre sein. Die 1966 formalisierte und später weiter präzisierte Regel geht zurück auf die bei der Einrichtung von Fields formulierte Erwartung, “that […] while it was in recognition of work already done, it was at the same time intended to be an encouragement for further achievement on the part of the recipients […]” (deutsch: „dass, auch wenn es in Anerkennung bereits getaner Arbeit war, es zugleich als Ansporn zu weiteren Leistungen seitens der Empfänger gedacht war“).
Dies verhinderte zum Beispiel die Verleihung an Andrew Wiles (* 1953), dem der Beweis des Modularitätssatzes (aus dem der Große fermatsche Satz folgt) erst 1993 teilweise und 1995 vollständig gelang. Wiles erhielt stattdessen auf dem ICM 1998 in Berlin eine Sonderauszeichnung der IMU, verbunden mit einer Silberplakette. Auch Anfang des 20. Jahrhunderts geborene Mathematiker wie Kolmogorow, Cartan, Weil, Leray, Pontrjagin, Chern und Whitney wurden durch die Alterseinschränkung ausgeschlossen, da die Auszeichnung zwischen 1936 und 1950 nicht verliehen wurde. Diese Nichtverleihung erfolgte, weil sich die IMU aufgrund diverser Zwistigkeiten 1936 offiziell aufgelöst hatte.

## Die Medaille

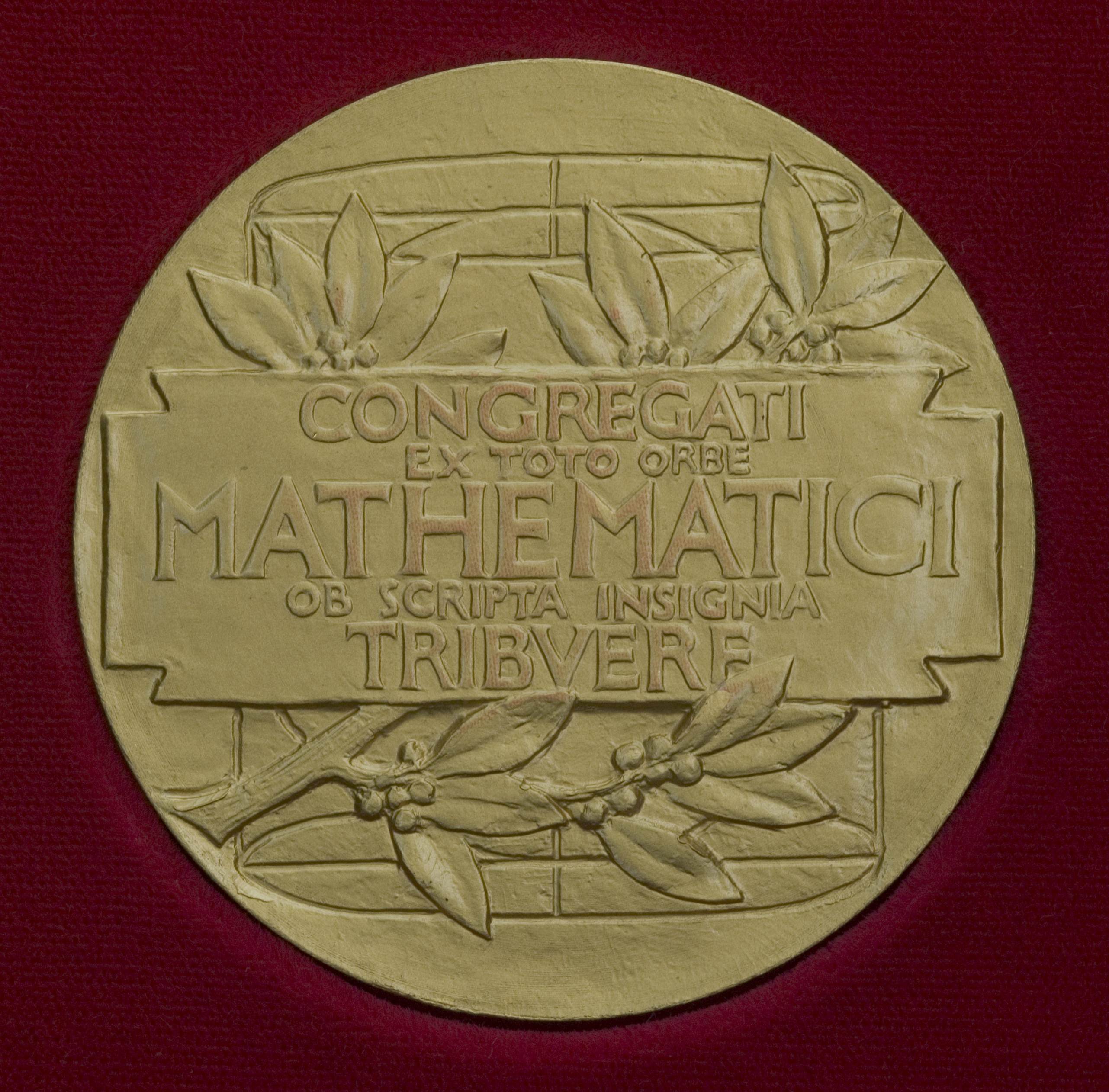
Die Rückseite der Medaille

Die von der Royal Canadian Mint geprägte Medaille ist aus 14-karätigem Gold und hat einen Durchmesser von 63,5 mm. Das Design wurde 1933 vom kanadischen Bildhauer Robert Tait McKenzie (1867–1938) gestaltet.
Auf der Vorderseite ist der Kopf von Archimedes dargestellt, daneben befinden sich die Inschrift ΑΡΧΙΜΗΔΟΥΣ (griechisch ‚von Archimedes‘), der antike Sinnspruch TRANSIRE SVVM PECTVS MVNDOQVE POTIRI (lateinisch „Den eigenen Verstand überschreiten und sich der Welt bemächtigen“) und die Initialen RTM des Künstlers mit der (beim zweiten M schlecht lesbar geschriebenen) römischen Zahl MCMXXXIII für das Jahr 1933.
Die Rückseite trägt die Inschrift CONGREGATI / EX TOTO ORBE / MATHEMATICI / OB SCRIPTA INSIGNIA / TRIBVERE (lateinisch „Die aus der ganzen Welt zusammengekommenen Mathematiker verliehen [die Medaille] aufgrund ausgezeichneter Schriften“), dahinter ist ein Lorbeerzweig vor einem Diagramm einer einem Zylinder einbeschriebenen Kugel, das auf dem Grabstein von Archimedes eingraviert gewesen sein soll, abgebildet. Auf dem Rand ist der Name des Preisträgers eingeprägt.

## Geschichte
Der Mathematiker John Charles Fields war Präsident des Organisationskomitees des ICM 1924 in Toronto, Kanada. Das Komitee hatte nach Abschluss der Planung einen Überschuss von etwa 2.700 kanadischen Dollar und beschloss, 2.500 davon für die Auszeichnung zweier verdienter Mathematiker bei einem der nächsten Kongresse zu verwenden. Als Fields 1932 starb, vermachte er der geplanten Stiftung 47.000 kanadische Dollar. Die Medaille wurde entgegen seinem ausdrücklichen Wunsch, dass sie international und unpersönlich und daher mit keinem Namen verbunden sein sollte, unter seinem Namen bekannt. Das Preisgeld betrug zunächst 1.500 kanadische Dollar und stieg 1983 auf 3.000, 1986 auf 6.000 und 1990 auf 15.000 kanadische Dollar. Über die Kriterien legte sich Fields weniger fest und ließ dem Komitee viel Freiheit: Der Preis sollte als Anerkennung für bereits geleistete Arbeit (in recognition of work already done) und als Ansporn für weitere Entwicklung (an encouragement for further achievement) verliehen werden. Wichtig war Fields die Vermeidung internationaler Rivalitäten, die den Internationalen Mathematikerkongress damals überschatteten.
Die ersten zwei Fields-Medaillen wurden 1936 verliehen, dem ersten Auswahlkomitee gehörten Birkhoff, Carathéodory, Cartan, Severi und Takagi an. Eine anonyme Stiftung ermöglicht es seit 1966, die Fields-Medaille an bis zu vier Mathematiker zu vergeben. 1990 erhielt Edward Witten als erster und bisher einziger Physiker den Preis. 2014 wurde die erste Frau, Maryam Mirzakhani, ausgezeichnet. Sie verstarb 2017 im Alter von 40 Jahren an Krebs. 2022 erhielt Maryna Viazovska als 2. Frau den Preis.

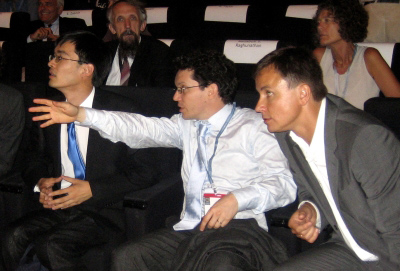
Tao, Werner, Okunkow während der Verleihung der Fields-Medaille in Madrid (2006)

Die Kriterien änderten sich im Laufe der Zeit. Anfangs wurden die Medaillen nicht so sehr den bedeutendsten Mathematikern verliehen, sondern noch wenig anerkannten, deren Potential am höchsten eingeschätzt wurde. So erhielt 1950 nicht André Weil die Medaille, sondern Laurent Schwartz (im Vergleich zu Weil relativ unbekannt, aber vom Komiteevorsitzenden Harald Bohr favorisiert). Friedrich Hirzebruch erhielt die Medaille 1958 vor allem deswegen nicht, weil er nach Ansicht des Komiteevorsitzenden Heinz Hopf bereits etabliert war. Erst auf dem ICM 1966 einigte man sich nach einem Vorschlag von Georges de Rham auf eine Altersgrenze von 40 Jahren, da dies der Altersverteilung der bisher Ausgezeichneten im Verleihungsjahr am nächsten kam.
Der Mathematiker Grigori Perelman, ein Experte auf dem Gebiet des Ricci-Flusses, sollte im Jahr 2006 den Preis für seinen 2002 veröffentlichten Beweis der Poincaré-Vermutung erhalten, lehnte die Auszeichnung jedoch als bisher Einziger ab.
Bis 2018 wurden in 19 Verleihungen insgesamt 59 Mathematiker mit der Fields-Medaille ausgezeichnet. In sieben Verleihungen wurden je zwei, in drei Verleihungen je drei und in neun Verleihungen je vier Medaillen vergeben.
Der bei der ersten Verleihung ausgezeichnete Jesse Douglas starb als erster Fields-Medaillen-Träger. Seit dem Tod von Klaus Friedrich Roth im November 2015 ist der inzwischen 98-jährige Jean-Pierre Serre der älteste noch lebende Träger. Damit ist er auch älter als inzwischen verstorbene Fields-Medaillen-Träger je waren. Den Rekord des höchstens Alters beim Ableben hält nämlich Atle Selberg mit 90 Jahren und 53 Tagen, dicht gefolgt von Klaus Friedrich Roth mit 90 Jahren und 12 Tagen. Am frühsten starb die Preisträgerin Maryam Mirzakhani, nämlich bereits 72 Tage nach ihrem 40. Geburtstag. Die anderen 17 bereits verstorbenen Preisträger erreichten zumindest das 52. Lebensjahr.
Jean-Pierre Serre, der den Preis 1954 im Alter von 27 Jahren erhielt, ist derjenige Preisträger, der bei der Verleihung am jüngsten war. Der derzeit jüngste Träger ist der 37-jährige Peter Scholze, gefolgt vom 40-jährigen Alessio Figalli. Neben diesen beiden gibt es nur noch zwei weitere Preisträger, die noch unter 40 sind. Sechs Medaillenträger bekamen ihre Medaille in dem Jahr, in dem sie 40 wurden, reizten das Maximalalter also aus. 28, also knapp die Hälfte, bekamen die Medaille in einem Jahr, in dem sie älter als 36 wurden. Damit war es für sie der letztmögliche Zeitpunkt, mit einer Fields-Medaille ausgezeichnet zu werden.

## Preisträger
| Jahr        | Ort der Verlei- hung | Preisträger                           | Jahr (Alter) | Jahr (Alter) | Grund der Verleihung (Gebiet), Besonderheiten |
| Jahr        | Ort der Verlei- hung | Preisträger                           | Geburt       | Tod          | Grund der Verleihung (Gebiet), Besonderheiten |
| ----------- | -------------------- | ------------------------------------- | ------------ | ------------ | --- |
| 1936        | Oslo                 | Lars V. Ahlfors (Finnland)            | 1907 (28)    | 1996         | Methoden zur Erforschung der Riemannschen Flächen der zu ganzen und meromorphen Funktionen inversen Funktionen (Funktionentheorie) |
| 1936        | Oslo                 | Jesse Douglas (USA)                   | 1897 (38)    | 1965         | Arbeiten zum Plateau-Problem (Variationsrechnung, Theorie der Minimalflächen). Wurde bei der Verleihung von Norbert Wiener vertreten |
|             |                      |                                       |              |              | |
| 1950        | Cambridge            | Laurent Schwartz (Frankreich)         | 1915 (34)    | 2002         | Entwicklung der Theorie der Distributionen (Funktionalanalysis) |
| 1950        | Cambridge            | Atle Selberg (Norwegen)               | 1917 (32)    | 2007         | Verallgemeinerung der Siebmethoden von Viggo Brun, Resultate zu den Nullstellen der Riemannschen ζ-Funktion und, parallel zu Paul Erdős, elementarer Beweis und Verallgemeinerung des Primzahlsatzes (Zahlentheorie)                                                                                                |
| 1954        | Amsterdam            | Kunihiko Kodaira (Japan)              | 1915 (38)    | 1997         | Resultate in der Theorie harmonischer Integrale, zahlreiche Anwendungen auf Kählermannigfaltigkeiten und insbesondere algebraische Varietäten und Beweis mittels Garbenkohomologie, dass dies Hodge-Mannigfaltigkeiten sind (Algebraische Topologie, Hodge-Theorie)                                                 |
| 1954        | Amsterdam            | Jean-Pierre Serre (Frankreich)        | 1926 (27)    |              | Resultate zu den Homotopiegruppen von Sphären unter Einsatz von Spektralsequenzen, Neuformulierung und Erweiterung von Ergebnissen der Funktionentheorie mit dem Begriff der Garbe (Algebraische Topologie, Algebraische Geometrie)                                                                                 |
| 1958        | Edinburgh            | Klaus Friedrich Roth (UK)             | 1925 (32)    | 2015         | Beweis des Satzes von Thue-Siegel-Roth und einer Vermutung von Erdős und Turán, dass jede Folge natürlicher Zahlen mit Dichte größer als null drei Elemente in arithmetischer Progression enthält (Zahlentheorie)                                                                                                   |
| 1958        | Edinburgh            | René Thom (Frankreich)                | 1923 (34)    | 2002         | Entwicklung der Theorie der Kobordismen zur Klassifikation von Mannigfaltigkeiten mittels Homotopietheorie, Beispiel einer allgemeinen Kohomologietheorie (Algebraische Topologie) |
| 1962        | Stockholm            | Lars Hörmander (Schweden)             | 1931 (30)    | 2012         | Arbeiten über partielle Differentialgleichungen, besonders Beiträge zur allgemeinen Theorie linearer und hypoelliptischer Differentialoperatoren (Theorie der Differentialoperatoren) |
| 1962        | Stockholm            | John Milnor (USA)                     | 1931 (30)    |              | Nachweis, dass eine siebendimensionale Sphäre verschiedene differenzierbare Strukturen tragen kann, dadurch Eröffnung des Forschungsgebietes der Differentialtopologie (Topologie, Differentialgeometrie) |
| 1966        | Moskau               | Michael Atiyah (UK)                   | 1929 (36)    | 2019         | Mit Hirzebruch Arbeiten zur K-Theorie, mit Singer Beweis des Atiyah-Singer-Indexsatzes, mit Bott Beweis des Atiyah-Bott-Fixpunktsatzes (Algebraische Topologie, Differentialgeometrie) |
| 1966        | Moskau               | Paul Cohen (USA)                      | 1934 (31)    | 2007         | Beweis der Unabhängigkeit des Auswahlaxioms und der verallgemeinerten Kontinuumshypothese von der Zermelo-Fraenkel-Mengenlehre mit Hilfe der Forcing-Technik, somit Lösung des ersten Hilbertschen Problems (Mathematische Logik)                                                                                   |
| 1966        | Moskau               | Alexander Grothendieck (Frankreich)   | 1928 (37)    | 2014         | Einführung von Schemata zur weiteren Abstraktion von Garben, Spektralfolgen und anderem, Idee der K-Theorie, Neuerungen zur homologischen Algebra (Algebraische Geometrie, Kategorientheorie). Erschien aus politischen Gründen nicht zur Verleihung                                                                |
| 1966        | Moskau               | Stephen Smale (USA)                   | 1930 (35)    |              | Beweis der Poincaré-Vermutung für Dimensionen n ≥ 5: Jede n-dimensionale geschlossene Mannigfaltigkeit, die homotopieäquivalent zur n-dimensionalen Sphäre ist, ist zu dieser homöomorph, Beiträge zur Theorie dynamischer Systeme (Topologie)                                                                      |
| 1970        | Nizza                | Alan Baker (UK)                       | 1939 (30)    | 2018         | Arbeiten zu diophantischen Gleichungen, Verallgemeinerung des Satzes von Gelfond-Schneider, dadurch Nachweis weiterer Zahlen als transzendent (Zahlentheorie) |
| 1970        | Nizza                | Heisuke Hironaka (Japan)              | 1931 (38)    |              | Verallgemeinerung eines Resultats von Zariski zur Auflösung von Singularitäten algebraischer Varietäten für Dimensionen kleiner gleich drei auf beliebige Dimensionen (Algebraische Geometrie) |
| 1970        | Nizza                | Sergei Nowikow (UdSSR)                | 1938 (31)    | 2024         | Beweis der topologischen Invarianz der rationalen Pontrjagin-Klassen von differenzierbaren Mannigfaltigkeiten, Untersuchungen zur Kohomologie und Homotopie von Thom-Räumen (Algebraische Topologie). Durfte nicht an der Verleihung in Nizza teilnehmen                                                            |
| 1970        | Nizza                | John G. Thompson (USA)                | 1932 (37)    |              | Mit Feit Beweis des Satzes von Feit-Thompson, dass jede Gruppe ungerader Ordnung auflösbar ist, und Klassifikation der endlichen einfachen Gruppen, deren echte Untergruppen auflösbar sind (Gruppentheorie) |
| 1974        | Vancouver            | Enrico Bombieri (Italien)             | 1940 (33)    |              | Arbeiten zur Verteilung von Primzahlen in arithmetischen Folgen, zu schlichten Funktionen, der lokalen Bieberbachschen Vermutung, Funktionen mehrerer komplexer Variablen, partiellen Differentialgleichungen und Bernsteins Problem über Minimalflächen in höheren Dimensionen (Zahlentheorie, Funktionentheorie)  |
| 1974        | Vancouver            | David Mumford (UK)                    | 1937 (36)    |              | Beiträge zur Frage der Existenz und Struktur von Modulvarietäten, Varietäten, deren Punkte die Isomorphieklassen eines Typs geometrischer Objekte parametrisieren, und Arbeiten zu algebraischen Flächen (Algebraische Geometrie)                                                                                   |
| 1978        | Helsinki             | Pierre Deligne (Belgien)              | 1944 (33)    |              | Beweis von drei Vermutungen von Weil zu Verallgemeinerungen der Riemannschen Vermutung auf endliche Körper, Beitrag zur Vereinigung von algebraischer Geometrie und algebraischer Zahlentheorie (Algebraische Geometrie, Algebraische Zahlentheorie)                                                                |
| 1978        | Helsinki             | Charles Fefferman (USA)               | 1949 (28)    |              | Beiträge zur Funktionentheorie in höheren Dimensionen durch Entdeckung der korrekten Verallgemeinerungen klassischer Resultate in niedrigen Dimensionen (Funktionentheorie) |
| 1978        | Helsinki             | Grigori Margulis (UdSSR)              | 1946 (31)    |              | Erforschung der Struktur von Lie-Gruppen, speziell der diskreten Untergruppen mit endlichem Kovolumen (Gitter), und anderes (Kombinatorik, Differentialgeometrie, Ergodentheorie, dynamische Systeme, Lie-Theorie). Durfte nicht zur Verleihung nach Helsinki reisen                                                |
| 1978        | Helsinki             | Daniel Quillen (USA)                  | 1940 (37)    | 2011         | Konstruktion der höheren algebraischen K-Theorie, mit deren geometrischen und topologischen Methoden Probleme in der Algebra, speziell der Ring- und Modultheorie, formuliert und gelöst werden können, parallel zu Suslin Beweis des Satzes von Quillen-Suslin (K-Theorie, Abstrakte Algebra)                      |
| 1982 (1983) | Warschau             | Alain Connes (Frankreich)             | 1947 (35)    |              | Beiträge zur Theorie der Operatoralgebren, besonders Klassifikation der Faktoren vom Typ III, der Automorphismen des hyperfiniten Faktors und der injektiven Faktoren sowie Anwendung von C*-Algebren auf Blätterungen und Differentialgeometrie, zyklische Kohomologie (Funktionalanalysis, Differentialgeometrie) |
| 1982 (1983) | Warschau             | William Thurston (USA)                | 1946 (36)    | 2012         | Neue Methoden in der zwei- und dreidimensionalen Topologie, die das Wechselspiel zwischen Analysis, Topologie und Geometrie zeigen, und die Idee, dass viele geschlossene Mannigfaltigkeiten eine hyperbolische Struktur tragen, Thurstonsche Vermutung (Topologie, Differentialgeometrie)                          |
| 1982 (1983) | Warschau             | Shing-Tung Yau (China, ab 1990 USA)   | 1949 (33)    |              | Beiträge zu Differentialgleichungen, zur Calabi-Vermutung in der algebraischen Geometrie, mit Schoen Beweis des Positive-Energie-Theorems in der allgemeinen Relativitätstheorie, Arbeiten zu den reellen und komplexen Monge-Ampère-Gleichungen (Algebraische Geometrie, Mathematische Physik)                     |
| 1986        | Berkeley             | Simon Donaldson (UK)                  | 1957 (28)    |              | Arbeiten zur Topologie vierdimensionaler Mannigfaltigkeiten, besonders der Nachweis, dass für den vierdimensionalen euklidischen Raum verschiedene Differentialstrukturen existieren, Donaldson-Invarianten (Differentialtopologie)                                                                                 |
| 1986        | Berkeley             | Gerd Faltings (Deutschland)           | 1954 (31)    |              | Beweis der Vermutung von Mordell, dass nur endlich viele rationale Punkte auf einer algebraischen Kurve mit Geschlecht größer als eins liegen (Algebraische Geometrie, Zahlentheorie) |
| 1986        | Berkeley             | Michael Freedman (USA)                | 1951 (34)    |              | Neue Methoden zur topologischen Untersuchung vierdimensionaler Mannigfaltigkeiten, speziell der Beweis der Poincaré-Vermutung in vier Dimensionen und die Klassifikation der kompakten einfach zusammenhängenden vierdimensionalen Mannigfaltigkeiten (Topologie)                                                   |
| 1990        | Kyōto                | Vladimir Drinfeld (UdSSR)             | 1954 (35)    |              | Beiträge zum Langlands-Programm, Entdeckung der Quantengruppen, Deformationen von zu Hopf-Algebren abstrahierten Lie-Gruppen ähnlich der Deformation der klassischen Mechanik zur Quantenmechanik (Zahlentheorie, Theorie algebraischer Gruppen, Lie-Theorie)                                                       |
| 1990        | Kyōto                | Vaughan F. R. Jones (USA)             | 1952 (37)    | 2020         | Entdeckung neuer Knoteninvarianten bei der Untersuchung bestimmter Von-Neumann-Algebren einschließlich Beweis eines Indexsatzes (Topologie, Theorie der Operatoralgebren) |
| 1990        | Kyōto                | Shigefumi Mori (Japan)                | 1951 (38)    |              | Beweis der Hartshorne-Vermutung, Arbeiten zur Klassifikation dreidimensionaler algebraischer Varietäten (Algebraische Geometrie) |
| 1990        | Kyōto                | Edward Witten (USA)                   | 1951 (38)    |              | Einfacherer Beweis des Positive-Energie-Theorems in der allgemeinen Relativitätstheorie mit Hilfe von Supersymmetrie, Verbindung Supersymmetrie mit Morsetheorie, Entdeckung topologischer Quantenfeldtheorien (Mathematische Physik)                                                                               |
| 1994        | Zürich               | Jean Bourgain (Belgien)               | 1954 (39)    | 2018         | Beiträge zur Geometrie der Banachräume, Konvexität in hochdimensionalen Räumen, harmonischen Analysis, Ergodentheorie und Theorie der nichtlinearen Evolutionsgleichungen (Funktionalanalysis, Theorie der nichtlinearen partiellen Differentialgleichungen)                                                        |
| 1994        | Zürich               | Pierre-Louis Lions (Frankreich)       | 1956 (37)    |              | Mit Crandall Entwicklung der Viskositätsmethode, Arbeiten zur Boltzmann-Gleichung und zu Variationsproblemen (Theorie der nichtlinearen partiellen Differentialgleichungen) |
| 1994        | Zürich               | Jean-Christophe Yoccoz (Frankreich)   | 1957 (36)    | 2016         | Beiträge zum Problem der kleinen Nenner aus der Himmelsmechanik mit Lösung in einem Spezialfall (Theorie der dynamischen Systeme) |
| 1994        | Zürich               | Efim Zelmanov (Russland)              | 1955 (38)    |              | Lösung des eingeschränkten Burnside-Problems, davor Beiträge zur Theorie der Lie-Algebren und der Jordan-Algebren (Gruppentheorie, Lie-Theorie, Kommutative Algebra) |
| 1998        | Berlin               | Richard Borcherds (UK)                | 1959 (38)    |              | Einführung von Vertexalgebren, Beweis der Mondschein-Vermutung über eine Beziehung der Monstergruppe zur j-Funktion und Entdeckung einer neuen Klasse automorpher unendlicher Produkte (Algebra, Theorie der automorphen Formen, Mathematische Physik)                                                              |
| 1998        | Berlin               | Timothy Gowers (UK)                   | 1963 (34)    |              | Beiträge zur Theorie der Banachräume, einfacherer Beweis eines Satzes von Szemerédi (Funktionalanalysis, Kombinatorik) |
| 1998        | Berlin               | Maxim Konzewitsch (Russland)          | 1964 (33)    |              | Schnitttheorie auf dem Modulraum von algebraischen Kurven, Konstruktion von Knoteninvarianten und einer Quantisierung von Poisson-Mannigfaltigkeiten, Methode zur Abzählung rationaler algebraischer Kurven (Mathematische Physik, Algebraische Geometrie, Topologie)                                               |
| 1998        | Berlin               | Curtis McMullen (USA)                 | 1958 (39)    |              | Klärung einer Frage nach der iterativen Näherungslösung von Polynomgleichungen, Arbeiten zur Mandelbrot-Menge und zu den Julia-Mengen, Beitrag zu Thurstons Programm, hyperbolische Strukturen auf dreidimensionalen Mannigfaltigkeiten einzuführen (Komplexe Dynamik, Hyperbolische Geometrie)                     |
| 2002        | Peking               | Laurent Lafforgue (Frankreich)        | 1966 (35)    |              | Beiträge zum Langlands-Programm (Zahlentheorie) |
| 2002        | Peking               | Wladimir Wojewodski (Russland)        | 1966 (35)    | 2017         | Beweis der Milnor-Vermutung, neue Kohomologie-Theorien für algebraische Varietäten (K-Theorie, Algebraische Geometrie, Topologie) |
| 2006        | Madrid               | Andrei Okunkow (Russland)             | 1969 (36)    |              | Beiträge, die Wahrscheinlichkeitstheorie, Darstellungstheorie und Algebraische Geometrie verbinden |
| 2006        | Madrid               | Grigori Perelman (Russland)           | 1966 (39)    |              | Einsichten in die analytische und geometrische Struktur des Ricci-Flusses, woraus der damals noch in der Überprüfung befindliche Beweis der Geometrisierungsvermutung resultiert, aus der wiederum die Poincaré-Vermutung folgt (Differentialgeometrie, Topologie); Perelman nahm die Auszeichnung nicht an         |
| 2006        | Madrid               | Terence Tao (Australien)              | 1975 (30)    |              | Beiträge zu partiellen Differentialgleichungen, zur Kombinatorik, Fourier-Analysis und additiven Zahlentheorie |
| 2006        | Madrid               | Wendelin Werner (Frankreich)          | 1968 (37)    |              | Beiträge zur Schramm-Loewner-Entwicklung, zur Geometrie der zweidimensionalen Brownschen Bewegung und zur konformen Feldtheorie |
| 2010        | Hyderabad            | Elon Lindenstrauss (Israel)           | 1970 (39)    |              | Ergebnisse über Maßrigidität in der Ergodentheorie und ihre Anwendungen in der Zahlentheorie |
| 2010        | Hyderabad            | Ngô Bảo Châu (Vietnam, Frankreich)    | 1972 (37)    |              | Beweis des Fundamental-Lemmas im Langlands-Programm durch die Entwicklung neuer algebro-geometrischer Methoden |
| 2010        | Hyderabad            | Stanislaw Smirnow (Russland)          | 1970 (39)    |              | Beweis der konformen Invarianz der Perkolationstheorie sowie des planaren Ising-Modells in der statistischen Physik |
| 2010        | Hyderabad            | Cédric Villani (Frankreich)           | 1973 (36)    |              | Beweis der nichtlinearen Landau-Dämpfung und Konvergenz zum Gleichgewicht für die Boltzmann-Gleichung |
| 2014        | Seoul                | Artur Ávila (Brasilien, Frankreich)   | 1979 (34)    |              | Grundlegende Beiträge zu dynamischen Systemen mit der Renormierungsgruppe als vereinheitlichendem Prinzip |
| 2014        | Seoul                | Manjul Bhargava (Kanada)              | 1974 (39)    |              | Beiträge zur Zahlentheorie, Entwicklung mächtiger neuer Methoden in der Geometrie der Zahlen zum Beispiel in einer neuen Interpretation und Erweiterung der Kompositionsgesetze quadratischer Formen von Gauß und Schranken für den gemittelten Rang elliptischer Kurven                                            |
| 2014        | Seoul                | Martin Hairer (Österreich)            | 1975 (38)    |              | Beiträge zu stochastischen partiellen Differentialgleichungen und speziell die Entwicklung einer Regularitätsstruktur für diese |
| 2014        | Seoul                | Maryam Mirzakhani (Iran)              | 1977 (36)    | 2017         | Beiträge zur (hyperbolischen) Geometrie in Zusammenhang mit Modulräumen Riemannscher Flächen (Teichmüllerräume) und deren Dynamik |
| 2018        | Rio de Janeiro       | Caucher Birkar (UK, Iran)             | 1978 (39)    |              | Beweis der Beschränktheit von Fano-Varietäten und Beiträge zum von Shigefumi Mori initiierten Programm minimaler Modelle in der birationalen Klassifikation algebraischer Varietäten in mehr als drei Dimensionen                                                                                                   |
| 2018        | Rio de Janeiro       | Alessio Figalli (Italien)             | 1984 (33)    |              | Beiträge zur Theorie des optimalen Transports und dessen Anwendung auf partielle Differentialgleichungen, Wahrscheinlichkeitstheorie und metrische Geometrie |
| 2018        | Rio de Janeiro       | Peter Scholze (Deutschland)           | 1987 (30)    |              | Einführung perfektoider Räume zur Behandlung arithmetisch-algebraischer Geometrie über p-adischen Körpern mit Anwendungen auf Galois-Darstellungen und für die Entwicklung neuer Kohomologietheorien |
| 2018        | Rio de Janeiro       | Akshay Venkatesh (Australien, Indien) | 1981 (36)    |              | Synthese aus analytischer Zahlentheorie, homogener Dynamik, Topologie und Darstellungstheorie und die damit erzielte Lösung lange offener Vermutungen über die Gleichverteilung zahlentheoretischer Objekte |
| 2022        | Helsinki             | Hugo Duminil-Copin (Frankreich)       | 1985 (36)    |              | Für die Lösung langjähriger Probleme in der probabilistischen Theorie von Phasenübergängen in der statistischen Physik, insbesondere in den Dimensionen drei und vier. |
| 2022        | Helsinki             | June Huh (USA)                        | 1983 (38)    |              | Für die Übertragung der Ideen der Hodge-Theorie auf die Kombinatorik, den Beweis der Dowling-Wilson-Vermutung für geometrische Gitter, den Beweis der Heron-Rota-Welsh-Vermutung für Matroide, die Entwicklung der Theorie der Lorentzschen Polynome und den Beweis der Starken Mason-Vermutung.                    |
| 2022        | Helsinki             | James Maynard (UK)                    | 1987 (34)    |              | Für Beiträge zur analytischen Zahlentheorie, die zu großen Fortschritten im Verständnis der Struktur der Primzahlen und in der diophantischen Approximation geführt haben. |
| 2022        | Helsinki             | Maryna Viazovska (Ukraine)            | 1984 (37)    |              | Für den Beweis, dass das E8-Gitter die dichteste Packung identischer Kugeln in 8 Dimensionen liefert, und weitere Beiträge zu verwandten Extremalproblemen und Interpolationsproblemen in der Fourier-Analyse. |

## Preiskomitee

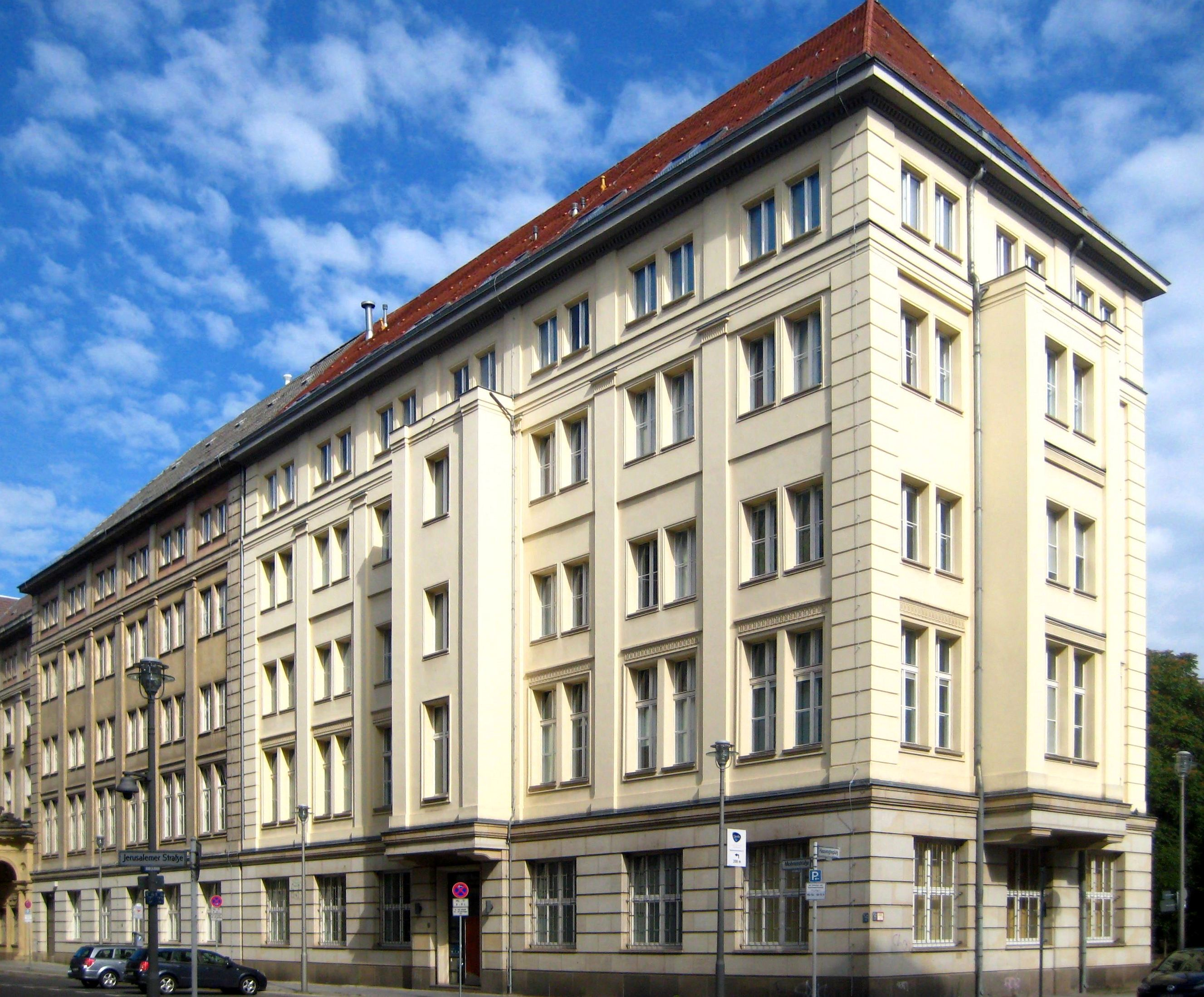
Sitz des Weltverbandes Internationale Mathematische Union in Berlin

Die Preiskomitees bestehen in der Regel aus neun Mathematikern, die von ICM zu ICM wechseln, wobei vor der Preisverleihung nur der Vorsitzende des aktuellen Komitees bekanntgegeben wird. Der Vorsitzende ist in der Regel der Präsident der IMU und die Komiteemitglieder werden vom Exekutivkomitee der IMU bestimmt. Mitglieder des Komitees waren:
- 1936 Francesco Severi (Vorsitz), Constantin Carathéodory, George David Birkhoff, Élie Cartan, Teiji Takagi
- 1950 Harald Bohr (Vorsitz), Lars Valerian Ahlfors, Karol Borsuk, Maurice René Fréchet, Andrei Nikolajewitsch Kolmogorow, William Vallance Douglas Hodge, Damodar Dharmananda Kosambi, Harold Calvin Marston Morse
- 1954 Hermann Weyl (Vorsitz), Enrico Bompiani, Florent Bureau, Åke Pleijel, Alexander Markowitsch Ostrowski, Gábor Szegő, Edward Charles Titchmarsh
- 1958 Heinz Hopf (Vorsitz), K. Chandrasekharan, Kurt Friedrichs, Philip Hall, Laurent Schwartz, Carl Ludwig Siegel, Oscar Zariski
- 1962 Rolf Nevanlinna (Vorsitz), Pawel Sergejewitsch Alexandrow, Emil Artin, Shiing-Shen Chern, Claude Chevalley, Hassler Whitney, Kōsaku Yosida
- 1966 Georges de Rham (Vorsitz), Harold Davenport, Max Deuring, William Feller, Jean-Pierre Serre, Michail Alexejewitsch Lawrentjew, Donald Spencer, René Thom
- 1970 Henri Cartan (Vorsitz), Joseph L. Doob, Friedrich Hirzebruch, Lars Hörmander, Shokichi Iyanaga, John Willard Milnor, Igor Rostislawowitsch Schafarewitsch, Pál Turán
- 1974 K. Chandrasekharan (Vorsitz), John Frank Adams, Kunihiko Kodaira, Bernard Malgrange, Lew Pontrjagin, John T. Tate, Andrzej Mostowski, Antoni Zygmund
- 1978 Hugh Montgomery (Vorsitz), Lennart Carleson, Martin Eichler, Ioan James, Jürgen Moser, Juri Wassiljewitsch Prochorow, Béla Szőkefalvi-Nagy, Jacques Tits
- 1982 Lennart Carleson (Vorsitz), Huzihiro Araki, Paul Malliavin, David Bryant Mumford, Guri Iwanowitsch Martschuk, Louis Nirenberg, Andrzej Schinzel, C. T. C. Wall
- 1986 Jürgen Moser (Vorsitz), Pierre Deligne, James Glimm, Lars Hörmander, Kiyoshi Ito, John Willard Milnor, C. S. Seshadri, Sergei Petrowitsch Nowikow
- 1990 Ludwig Dmitrijewitsch Faddejew (Vorsitz), Michael Francis Atiyah, Jean-Michel Bismut, Enrico Bombieri, Charles Fefferman, Peter Lax, Kenkichi Iwasawa, Igor Rostislawowitsch Schafarewitsch
- 1994 David Bryant Mumford (Vorsitz), Luis Caffarelli, Masaki Kashiwara, Barry Mazur, Alexander Schrijver, Dennis Sullivan, Jacques Tits, S. R. Srinivasa Varadhan
- 1998 Yuri Manin (Vorsitz), John M. Ball, John Coates, Johannes Jisse Duistermaat, Michael Freedman, Jürg Fröhlich, Robert MacPherson, Kyōji Saitō, Stephen Smale
- 2002 Jakow Grigorjewitsch Sinai (Vorsitz), James Arthur, Jean Bourgain, Spencer Bloch, Helmut Hofer, Yasutaka Ihara, H. Blaine Lawson, Sergei Petrowitsch Nowikow, George Papanicolaou, Efim Zelmanov
- 2006 John M. Ball (Vorsitz), Enrico Arbarello, Jeff Cheeger, Donald A. Dawson, Gerhard Huisken, Curtis McMullen, Alexei Nikolajewitsch Parschin, Thomas C. Spencer, Michèle Vergne
- 2010 László Lovász (Vorsitz), Corrado de Concini, Jakow Matwejewitsch Eliaschberg, Peter Gavin Hall, William Timothy Gowers, Ngaiming Mok, Stefan Müller, Peter Sarnak, Karen Uhlenbeck
- 2014 Ingrid Daubechies (Vorsitz), Luigi Ambrosio, David Eisenbud, Kenji Fukaya, Étienne Ghys, Benedict Gross, Frances Kirwan, János Kollár, Maxim Kontsevich, Michael Struwe, Ofer Zeitouni, Günter Ziegler
- 2018 Shigefumi Mori (Vorsitz), Hélène Esnault, Eduard Feireisl, Alice Guionnet, Nigel Hitchin, John Morgan, Hee Oh, Andrei Okounkov, M. S. Raghunathan, Kenneth A. Ribet, Terence Tao
- 2022 Carlos Kenig (Vorsitz), Artur Ávila, Camillo De Lellis, Michael J. Hopkins, Antti Kupiainen, Rahul Pandharipande, Alfio Quarteroni, Vera Serganova, Laure Saint-Raymond, Richard Taylor, Weiping Zhang, Tamar Ziegler

## Vergleich mit Nobelpreis
Die Fields-Medaille wird wegen ihres langjährigen höchsten Prestiges oftmals als gleichrangiger Ersatz für einen nicht existierenden Nobelpreis für Mathematik angesehen. Mit dem 2002 gestifteten Abelpreis gibt es jedoch ein neueres Gegenstück, das durch die fehlende Altersbeschränkung, die jährliche Verleihung, das erheblich höhere Preisgeld und das skandinavische Auswahlkomitee den Nobelpreisen ähnlicher ist.

## Trivia
Caucher Birkar, einem der Preisträger von 2018, wurde kurz nach der Verleihung die Medaille gestohlen, sie wurde ihm aber ersetzt.